# Wrightia sirikitiae
Wrightia sirikitiae är en oleanderväxtart som beskrevs av D.J.Middleton och Santisuk. Wrightia sirikitiae ingår i släktet Wrightia och familjen oleanderväxter. Inga underarter finns listade i Catalogue of Life.